# Université Tōkai
L'université Tōkai (東海大学, Tokai daigaku) est une université privée japonaise fondée en 1942.
Elle possède des campus à Shibuya et Minato-ku à Tokyo, à Hiratsuka et Isehara dans la préfecture de Kanagawa (Shōnan), et à Shizuoka et Numazu dans la préfecture de Shizuoka.

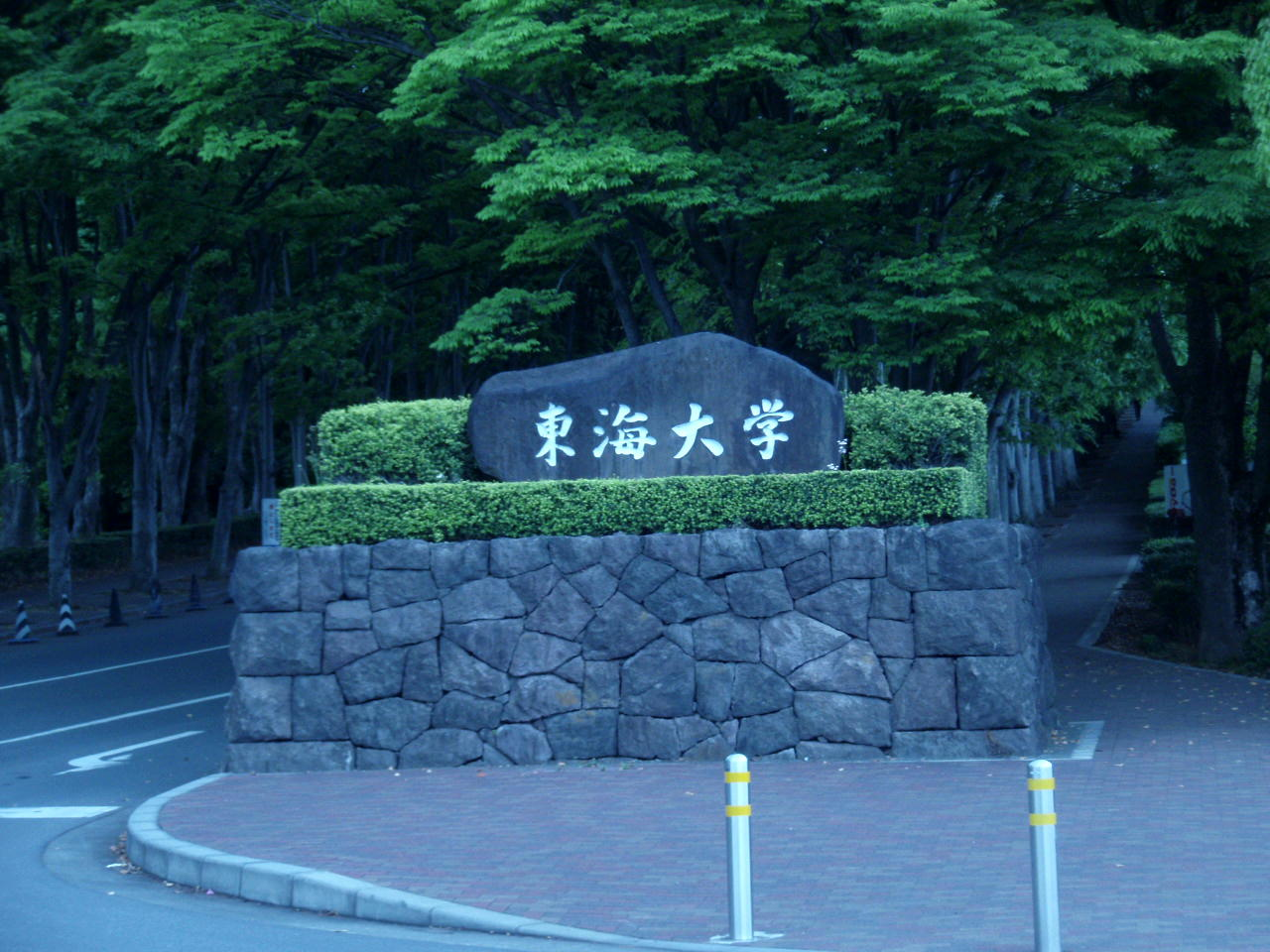
Entrée du campus de Shōnan

## Engagement en endurance automobile
L'université Tōkai a participé aux 24 Heures du Mans 2008 en engageant une Courage Oreca LC70. Pour cette course, l'université japonaise utilise un moteur de sa propre conception : le YGK YR40 4.0 L Turbo V8. La participation se solde par un abandon après avoir parcouru 185 tours.
En 2009, l'université participe à la première saison de l'Asian Le Mans Series. Elle participe ensuite aux 6 Heures de Zhuhai en 2010 et en 2011,.

## Anciens élèves célèbres
- Kenjirō Shinozuka (1948-2024), pilote de rallye vainqueur du Paris-Dakar ;
- Yasuhiro Yamashita (né en 1957), champion olympique de judo ;
- Toru Kamikawa (né en 1963), FIFA World Cup 2002 et 2006, arbitre ;
- Kazutaka Ōtsuka (né en 1965), karateka ;
- Hanako Jimi (née en  1976), femme politique et pédiatre japonaise ;
- Kosei Inoue (né en 1978), champion olympique de judo ;
- Maki Tsukada (née en 1982), championne olympique de judo ;
- Ryūnosuke Haga (né en 1991), champion du monde de judo ;
- Tevita Tatafu (né en 1996), rugbyman international.